# Pustynia (przystanek kolejowy)
Pustynia – przystanek kolejowy w Pustyni, w województwie podkarpackim, w Polsce.

## Ruch pasażerski
| Rok  | Wymiana pasażerska na dobę |
| ---- | -------------------------- |
| 2017 | –                          |
| 2022 | 10-19                      |